# Barkudia-Skink

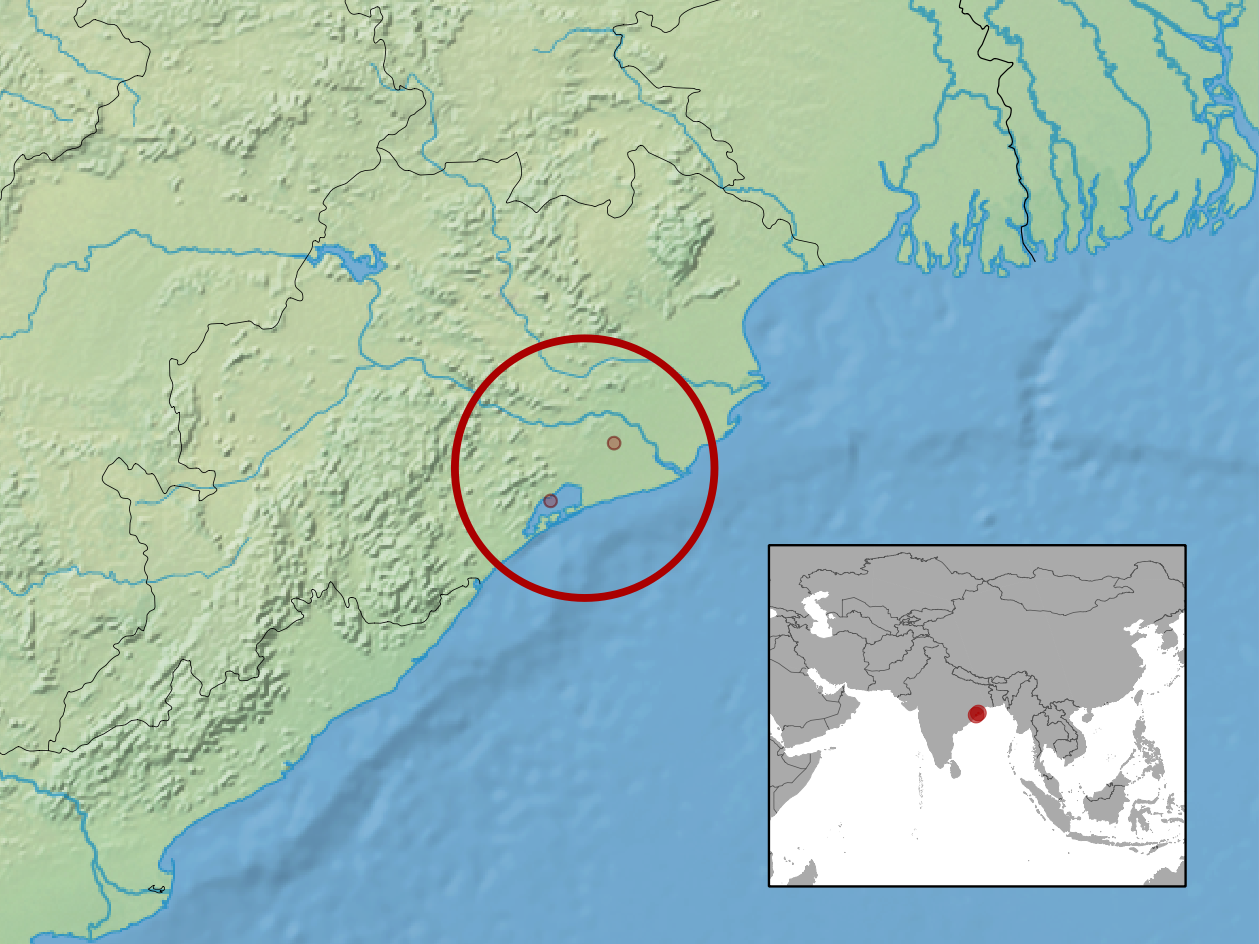
Verbreitungsgebiet des Barkudia-Skinks

Der Barkudia-Skink (Barkudia insularis) ist eine der seltensten Echsenarten der Welt. Er kommt endemisch nur im indischen Bundesstaat Odisha vor. Im Jahre 1917 wurde er erstmals auf der Badakuda-Insel gesammelt und beschrieben. Spätere Sichtungen blieben unbestätigt, weshalb Wissenschaftler die Art irrtümlich für ausgestorben gehalten hatten. Im Jahre 2003 wurde der Barkudia-Skink wieder gesichtet und durch Videoaufnahmen dokumentiert. Gesehen wurden insgesamt vier Tiere, davon zwei Erwachsene.

## Merkmale
Barkudia-Skinks sind längliche, schlanke Skinke mit kurzem Schwanz und gänzlich ohne Gliedmaßen. Adulte Tiere bleiben gewöhnlich kleiner als 17,5 cm Gesamtlänge, der Schwanz macht davon 6 cm aus. Die Augen sind klein, die Ohröffnungen winzig, die gespaltene Zunge lang und schmal. Dieser Skink ist oberseits glänzend braun. Auf jeder Schuppe befindet sich ein schwarzer Fleck, die Flecken verschmelzen entlang des Rückens und des Schwanzes zu 8 bis 14 Längslinien. Der Bauch ist cremeweiß.
Annandale beschreibt den Kopf als klein, oben etwas abgeflacht und dreieckig, die Schnauze als stumpf und rundlich. Rund um den Körper zählte er 20 Schuppen. Den Schwanz beschrieb er als kräftig, sich nur wenig verjüngend und stumpf rundlich an der Spitze. Der Körper sei gelblich weiß gefärbt mit 14 fein gepunkteten schwarzen Längslinien am Rücken und an den Seiten, der Kopf schwärzlich und gelb marmoriert oben, die Spitze der Schnauze gelb und die Bauchseite ohne Flecken.

## Verbreitung
Der Barkudia-Skink ist ein Endemit des indischen Bundesstaates Odisha. Terra typica ist die Badakuda-Insel im Chilika-See, der größten Lagune an der Ostküste Indiens. Lange Zeit wurde angenommen, dass die Art nur auf dieser Insel vorkommt. Ein weiterer Fund im Nandankanan Biological Park, 15 km nordöstlich von Bhubaneshwar in Orissa zeigte jedoch, dass das Verbreitungsgebiet größer als bisher gedacht ist. Auf Grund der Funde auf der Badakuda-Insel und im Nandankanan Biological Park wird angenommen, dass das Verbreitungsgebiet 50 km² nicht überschreitet.
Darüber hinaus wurden Arten der Gattung als ziemlich häufig auf dem Campus der Andhra University (Waltair, Visakhapatnam) und der näheren Umgebung beschrieben. Ganapati und Nayar (1951) waren überzeugt, dass es sich um 2 unterschiedliche Arten der Gattung handelte, die sich jedoch beide von der Beschreibung der Typusart unterschieden. Biswas und Acharjyo (1979) ordnen diese Barkudia insularis zu.

## Lebensweise
Die Tiere sind nachtaktiv, leben in oberen Erdschichten und ernähren sich von verschiedenen kleinen, meist bodenbewohnenden, Gliederfüßer wie Termiten und Käferlarven. Über die Brutgewohnheiten dieser Skinke ist nur sehr wenig bekannt.

## Forschungsgeschichte
1917 beschrieb Nelson Annandale die von ihm erstellte, neue Gattung Barkudia in einem Beitrag in den Records of the Indian Museum. Als Typusart beschrieb er Barkudia insularis, nach einem einzelnen und bis dahin einzigen Exemplar, das von F. H. Gravely im Juli 1916 aus lockerer Erde zwischen den Wurzeln eines Banyanbaumes (Banyan-Feige, Ficus benghalensis) ausgegraben wurde. Annandale vermerkte dazu, dass die Erde zu dieser Zeit  trocken war. Der Holotypus galt lange Zeit als verloren, nach Berichten durch eine Überschwemmung. 1997 wurde er in der Sammlung des Zoological Survey of India von Das und Dattagupta wiederentdeckt (ZSI 18075).

## Gefährdung und Schutz
Der Barkudia-Skink ist nur von 2 Orten bekannt, es wird angenommen, dass das Verbreitungsgebiet 50 km² nicht überschreitet. Über den Bestand und die Bestandsentwicklung sind keine Informationen verfügbar. Das Habitat auf der Badakuda-Insel ist stark fragmentiert und nimmt durch Beweidung, Brandrodung und Abholzung weiter ab. Damit ist auch der Bestand stark fragmentiert und die Art wird daher von der IUCN als vom Aussterben bedroht (Critically Endangered, CR) eingestuft. Der Barkudia-Skink kommt zwar in einem Schutzgebiet, dem Nandankanan Biological Park, vor, artspezifische Schutzmaßnahmen gibt es aber keine. Weitere Untersuchungen zu Verbreitung, Bedrohung und Lebensraumentwicklung sind erforderlich, es wird empfohlen, die bekannten Bestände zu überwachen.